# Constant Lepourry
Constant Lepourry, né le 5 avril 1908 à Sainteny (Manche) et mort le 13 décembre 1986 à Carentan (Manche), est un homme politique français.

## Détail des fonctions et des mandats
- 18 novembre 1962 - 2 avril 1967 : Député de la 1re circonscription de la Manche